# Guajará-Mirim
Guajará-Mirim, amtlich Município de Guajará-Mirim, ist eine Gemeinde im Bundesstaat Rondônia, im Nordwesten von Brasilien. Im Westen grenzt Guajará-Mirim an die Stadt Guayaramerín in Bolivien; die beiden Städte sind durch den Río Mamoré getrennt. Die Gemeinde Guajará-Mirim hat 39.387 Einwohner (Stand: 2022) und ist 24.856,877 km² groß.

## Infrastruktur
Beim Bau der „Estrada de Ferro Madeira-Marmoré“ (Madeira-Mamoré-Eisenbahn) starben tausende Arbeiter. Sie wird deshalb als „Todesbahn“ bezeichnet und verkehrte bis 1972 auf der 364 Kilometer langen Strecke vom Madeira-Fluss in die Stadt Guajará-Mirim am Río Mamoré.
Der Flughafen Guajará-Mirim liegt östlich der Stadt.

## Bistum Guajará-Mirim
- Bistum Guajará-Mirim